# Championnats du monde de la FIBT 1930
Navigation
Édition suivante
Les Championnats du monde de la FIBT 1930 se sont déroulés les 25 et 26 janvier 1930 à Montreux (Suisse) sous l'égide de la Fédération internationale de bobsleigh et de tobogganing (FIBT). C'est le premier championnat du monde[réf. nécessaire] avec une seule épreuve de bobsleigh à quatre. Douze équipes représentants huit nations, toutes européenne sauf l'Argentine, sont au départ.
La compétition a lieu sur la piste du Crêt-d'y-Bau à Caux, longue de 2 504 mètres avec un dénivelé de 237 mètres et une pente maximale de 11 %, où les athlètes atteignent une vitesse maximale de 80 à 90 kilomètres par heure. Deux manches par jour ont lieu et le classement est établi en sommant les temps des quatre manches.
Lors des entraînements, l'équipe yougoslave sort de la piste et trois des quatre membres de l'équipe se blessent dans l'accident.

## Podiums
| Épreuves               | Or                                                                         | Or           | Argent                                                                     | Argent       | Bronze                                                           | Bronze       |
| ---------------------- | -------------------------------------------------------------------------- | ------------ | -------------------------------------------------------------------------- | ------------ | ---------------------------------------------------------------- | ------------ |
| Bob à quatre masculin, | Italie I- Franco Zaninetta - Giorgio Biasini - Antonio Dorini - Gino Rossi | 11:29,95 min | Suisse II- Jean Mollien - John Schneiter - André Mollien - William Pichard | 11:36,65 min | Allemagne II- Fritz Grau - Hans Picker - Bertram - Albert Brehme | 11:29,95 min |